# Natasha Lyonne

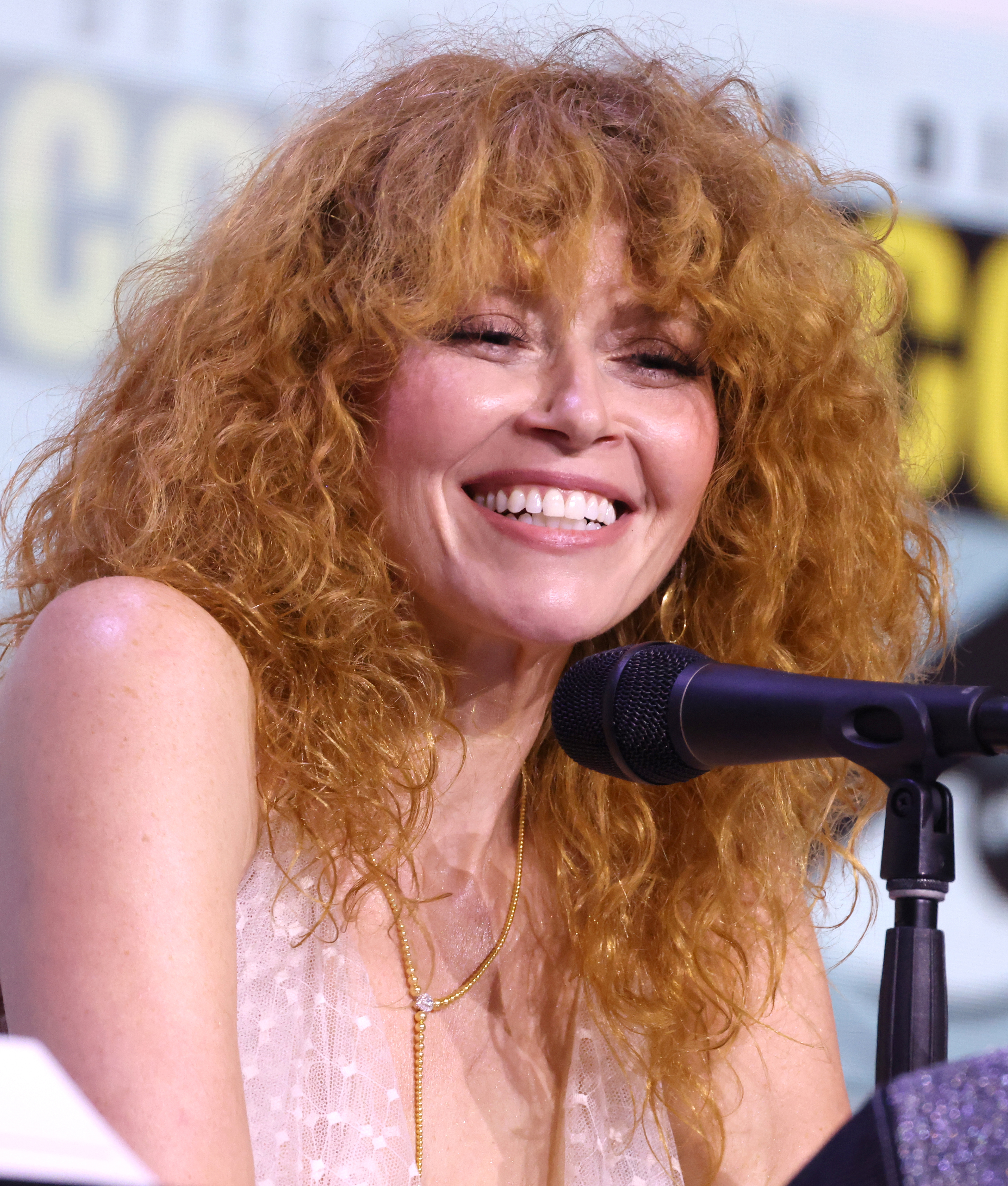
Natasha Lyonne (2025)

Natasha Lyonne (* 4. April 1979 in New York City; eigentlich Natasha Bianca Braunstein) ist eine US-amerikanische Schauspielerin.

## Werdegang
Bekannt wurde Lyonne durch ihre Rolle als Jessica in den ersten beiden Teilen der Teenagerfilmreihe American Pie. Neben Jugendfilmen, zu denen auch Scary Movie 2 zählt, wurde sie von Woody Allen in Alle sagen: I love you, dem Episoden-Film Women Love Women und den Independent-Filmen Weil ich ein Mädchen bin und Hauptsache Beverly Hills besetzt. Für ihre Hauptrolle in diesem Coming-of-Age-Film wurde sie 1999 für den Chicago Film Critics Association Award als vielversprechendste Schauspielerin nominiert.
Wiederholt machte Lyonne mit privaten Problemen Schlagzeilen. So wurde sie von einem Gericht der Fahrt in angetrunkenem Zustand schuldig gesprochen, nachdem sie im August 2001 einen Verkehrsunfall verursacht und Fahrerflucht begangen hatte. Im Dezember 2006 stand Lyonne vor Gericht, weil sie nach einem Hausfriedensbruch bei ihren Nachbarn in New York City u. a. gedroht hatte, deren Hund sexuell zu missbrauchen. Das Verfahren wurde unter Auflagen eingestellt.
Von 2013 bis 2019 war Lyonne als Nicky Nichols in der Serie Orange Is the New Black zu sehen. 2014 wurde sie für ihre Darstellung für einen Emmy in der Kategorie Beste Gastdarstellerin – Comedyserie nominiert, den schließlich ihre Serienkollegin Uzo Aduba gewann. Nach Auftritten in mehreren Independentfilmen wurde 2019 die Netflix-Original-Produktion Matrjoschka veröffentlicht, die sie gemeinsam mit Amy Poehler und Leslye Headland entwickelte. Sie selbst übernahm darin die Hauptrolle der Nadia Vulvokov. Ihre darstellerische Leistung brachte ihr erneut eine Nominierung für den Emmy ein, diesmal in der Kategorie Beste Hauptdarstellerin – Comedyserie. Zudem wurde sie als Drehbuchautorin für die Episode Nothing In This World Is Easy zusammen mit Amy Poehler und Leslye Headland in der Kategorie Bestes Drehbuch für eine Comedyserie nominiert.
Ab 2023 spielt Natasha Lyonne die Hauptrolle in der Krimiserie Poker Face von Rian Johnson als clevere Hobbydetektivin mit einem übersinnlichen Gespür für die Lügen ihrer Mitmenschen. An ihrer Seite spielten u. a. Nick Nolte, Adrien Brody, Joseph Gordon-Levitt und Cherry Jones. Für eine Folge der ersten Staffel schrieb Lyonne am Drehbuch mit und führte auch Regie.

## Filmografie (Auswahl)
- 1986: Sodbrennen (Heartburn)
- 1990: A Man Called Sarge
- 1993: Dennis (1993) (Dennis the Menace)
- 1996: Alle sagen: I love you (Everyone Says I Love You)
- 1998: Hauptsache Beverly Hills (Slums of Beverly Hills)
- 1998: Krippendorf’s Tribe
- 1999: American Pie – Wie ein heißer Apfelkuchen (American Pie)
- 1999: Detroit Rock City
- 1999: Weil ich ein Mädchen bin (But I’m a Cheerleader)
- 1999: Freeway II – Highway to Hell (Freeway II: Confessions of a Trickbaby)
- 1999: The Auteur Theory
- 2000: Women Love Women (If These Walls Could Talk 2, Fernsehfilm)
- 2000: Will & Grace (Fernsehserie, Episode 3x04)
- 2001: Scary Movie 2
- 2001: American Pie 2
- 2001: Kate & Leopold
- 2001: Fast Sofa
- 2001: Die Grauzone (The Grey Zone)
- 2001: Plan B
- 2002: Keine Gnade für Dad (Grounded for Life, Fernsehserie, Episode 2x16)
- 2002: Zig Zag
- 2003: Party Monster
- 2004: Blade: Trinity
- 2004: Madhouse – Der Wahnsinn beginnt (Madhouse)
- 2005: Robots (Synchronisation)
- 2005: Max and Grace
- 2010: All About Evil
- 2011: New Girl (Fernsehserie, Episode 1x03)
- 2011: Law & Order: Special Victims Unit (Fernsehserie, Episode 13x08)
- 2012: American Pie: Das Klassentreffen (American Reunion)
- 2012: There Is No Place Like Home – Nichts wie weg aus Ocean City (Girl Most Likely)
- 2012: Weeds – Kleine Deals unter Nachbarn (Weeds, Fernsehserie, Episode 8x12)
- 2013: Clutter
- 2013: The Rambler
- 2013: G.B.F.
- 2013: 7E
- 2013–2019: Orange Is the New Black (Fernsehserie, 74 Episoden)
- 2014: Loitering with Intent
- 2014: The Quitter
- 2015: Sleeping with Other People
- 2015: Addicted to Fresno
- 2015: Bloomin Mud Shuffle
- 2015: #Horror
- 2015–2018: Portlandia (Fernsehserie, 5 Episoden)
- 2016: Yoga Hosers
- 2016: Antibirth
- 2016: The Intervention
- 2016–2019 Die Simpsons (The Simpsons, Fernsehserie, 3 Episoden, Stimme von Sophie)
- 2016–2019: Steven Universe (Fernsehserie, 4 Episoden, Stimme von Smoky Quartz)
- 2017: Girlfriend’s Day
- 2017: Handsome: Ein Netflix Krimi (Handsome: A Netflix Mystery Movie)
- 2018: Eine dumme und nutzlose Geste (A Futile and Stupid Gesture)
- 2018: Corporate (Fernsehserie, Episode 1x05)
- 2018: Show Dogs – Agenten auf vier Pfoten (Show Dogs)
- 2018–2025: Big Mouth (Fernsehserie, 10 Episoden, Stimme von Suzette)
- 2019–2022: Matrjoschka (Russian Doll, Fernsehserie, 15 Episoden)
- 2019: Honey Boy
- 2020: Lip Service (Kurzfilm)
- 2020: Irresistible – Unwiderstehlich (Irresistible)
- 2020: Bless the Harts  (Fernsehserie, Stimme, Episode 2x01)
- 2020: Awkwafina Is Nora from Queens (Fernsehserie, Episode 1x04, Regie)
- 2020: Awkwafina Is Nora from Queens (Fernsehserie, Episode 1x05)
- 2020: Shrill (Fernsehserie, Episode 2x06, Regie)
- 2020: High Fidelity (Fernsehserie, Episode 1x06, Regie)
- 2021: The United States vs. Billie Holiday
- 2022: DC League of Super-Pets (Stimme)
- 2022: Glass Onion: A Knives Out Mystery (Cameo)
- 2023: Drei Töchter (His Three Daughters)
- 2023: HouseBroken (Fernsehserie, 2 Episoden, Stimme von Oliver)
- seit 2023: Poker Face (Fernsehserie, 21 Episoden)
- 2024: American Dream – The 21 Savage Story
- seit 2024: The Second Best Hospital in the Galaxy (Fernsehserie, Stimme von Nurse Tup)
- 2024: Fantasmas (Fernsehserie, 2 Episoden)
- 2024: What If…? (Fernsehserie, 2 Episoden)
- 2024: Lightscape
- 2025: The Fantastic Four: First Steps

## Auszeichnungen und Nominierungen
Golden Globe
- 2020: Nominierung als Beste Serien-Hauptdarstellerin — Komödie oder Musical für Matrjoschka
- 2024: Nominierung als Beste Serien-Hauptdarstellerin — Komödie oder Musical für Poker Face

Emmy
- 2014: Nominierung in der Kategorie Beste Gastdarstellerin – Comedyserie für Orange is the New Black
- 2019: Nominierung in der Kategorie Beste Hauptdarstellerin – Comedyserie für Matrjoschka